# سایه مرگ (فیلم ۲۰۱۰)
سایه مرگ (انگلیسی: Secret Reunion) فیلمی در ژانر جاسوسی است که در سال ۲۰۱۰ منتشر شد. از بازیگران آن می‌توان به سونگ کانگ-هو اشاره کرد.